# Contrarreloj El Socorro
La Contrarreloj El Socorro es una prueba de remo, concretamente de traineras, que se ha venido celebrando anualmente desde 2008 en Luanco (Asturias).

## Historia
La regata se ha celebrado bajo diferentes denominaciones desde 2008, año en que comenzó como Contrarreloj de Luanco, pasando a llamarse Descenso El Socorro en 2009 (por las Fiestas del Socorro de Luanco) y Contrarreloj El Socorro en 2010. La regata tiene lugar a principios de febrero. En las dos primeras ediciones sólo participaron traineras asturianas y cántabras, mientras que en 2010 también participó una trainera vasca, entregándose también la I Bandera Autoavisa Ford. En 2011 se entregó la II Bandera Autoavisa Ford, participando clubes asturianos y cántabros. En 2012 se entregó la III Bandera Red Ford Asturias. En 2013 se celebró la VI Bandera El Socorro, con victoria para Astillero.

## Palmarés
| Edición | Año  | Ganador       | Segundo     | Tercero             |
| I       | 2008 | Luanco        | La Maruca   | Ciudad de Santander |
| II      | 2009 | Santoña       | Luanco      | Ciudad de Santander |
| III     | 2010 | Astillero     | Luanco      | Santoña             |
| IV      | 2011 | Astillero     | Astillero B | Colindres           |
| V       | 2012 | Astillero     | Luanco      | Santander           |
| VI      | 2013 | Astillero     | Luanco      | Barquereño          |
| VII     | 2014 | San Pantaleón | Castropol   | Luanco              |